# Великуша (приток Белой)
Великуша — река в России, протекает в Октябрьском районе Костромской области. Устье реки находится в 1,3 км по правому берегу реки Белая. Длина реки составляет 10 км.
Исток реки расположен у деревни Вершинята в 10 км к востоку от Боговарова. Река течёт на юго-восток, на берегах расположены деревни Вершинята, Соловьи, Блиновщина. Впадает в Белую южнее деревни Одеговы.

## Данные водного реестра
По данным государственного водного реестра России относится к Верхневолжскому бассейновому округу, водохозяйственный участок реки — Ветлуга от истока до города Ветлуга, речной подбассейн реки — Волга от впадения Оки до Куйбышевского водохранилища (без бассейна Суры). Речной бассейн реки — (Верхняя) Волга до Куйбышевского водохранилища (без бассейна Оки).
Код объекта в государственном водном реестре — 08010400112110000040861.